# مرد محبوب و موفق
مرد محبوب و موفق (به انگلیسی: Golden Boy) یک فیلم درام سیاه و سفید به کارگردانی روبن مامولیان است که در سال ۱۹۳۹ منتشر شد. از بازیگران آن می‌توان به ویلیام هولدن، باربارا استانویک، لی جی. کاب، آدولف منژو، و دان بدو اشاره کرد.
ویکتور یانگ برای ساخت موسیقیِ این فیلم، نامزد دریافت جایزه اسکار بهترین موسیقی فیلم گردید.